# 菊地信義
菊地 信義（きくち のぶよし、1943年10月19日 - 2022年3月28日）は、日本の装幀家（菊地は「装幀者」と称する）。東京都出身。

## 来歴
多摩美術大学を中退後、広告代理店に入社。大学1年のとき、モーリス・ブランショの『文学空間』で、装幀に魅了される。1977年に装幀家として独立後、2008年までに1万数千冊の装幀を手がけた。タイトルの文字をぼかしたりゆらぎを持たせたりするデザインや、著者名のローマ字表記など、さまざまな特徴的なデザインを考案した。1984年、装幀の業績により第22回藤村記念歴程賞を受賞。1988年、第19回講談社出版文化賞ブックデザイン賞を受賞。2019年、菊地を取り上げたドキュメンタリー映画『つつんで、ひらいて』が公開された。2022年3月28日、心不全のため死去。

## 主な装幀担当作品
- 講談社文庫、講談社文芸文庫、河出文庫、平凡社新書のフォーマット
- 金原ひとみ『アッシュベイビー』
- 北方謙三『水滸伝』『楊令伝』シリーズ
- 『詳説日本史』などの教科書をはじめとする、山川出版社のほぼすべての出版物
- 中島義道の大部分の著作物
- 澁澤龍彦全集、同翻訳全集（河出書房新社）
- 古井由吉の大部分の著作物（古井自身とも親交があり、連句や寺社巡りなどを共にしている）
- ポーランド文学古典叢書シリーズ（未知谷）

## 著書

### 単著
- 『装幀談義』筑摩書房、1986年。ISBN 978-4480870841。
- 『菊地信義 装幀の本』リブロポート、1989年。ISBN 978-4845704002。
- 『装幀=菊地信義の本』講談社、1997年。ISBN 978-4062086615。
- 『樹の花にて—装幀家の余白』白水社〈白水Uブックス〉、2000年。ISBN 978-4560073483。
- 『みんなの「生きる」をデザインしよう』白水社、2007年。ISBN 978-4560027967。
- 『新・装幀談義』白水社、2008年。ISBN 978-4560031605。
- 『装幀思案』角川学芸出版、2009年。ISBN 978-4046213969。
- 『菊地信義の装幀　1993～2013』集英社、2014年。ISBN 978-4087754155。
- 『装幀の余白から』白水社、2016年。ISBN 978-4560092408。
- 『装幀百花　菊地信義のデザイン』水戸部功編・解説、講談社文芸文庫、2022年12月
- 『装幀余話』作品社、2023年3月。ISBN 978-4861829604。

### 共著・編著
- 『わがまま骨董』坂本真典（写真）、平凡社、2002年。ISBN 978-4582268041。
  - 『わがまま骨董』平凡社ライブラリー、2014年。ISBN  978-4582768091。
- 『ひんなり骨董』平凡社、2002年。ISBN 978-4582268072。
- 『ユリイカ　総特集＝装幀者・菊地信義』2019年12月臨時増刊号、青土社